# Oberhöflein (Herrschaft)
Die Herrschaft Oberhöflein war eine Grundherrschaft im Viertel ober dem Manhartsberg im Erzherzogtum Österreich unter der Enns, dem heutigen Niederösterreich.

## Ausdehnung
Die Herrschaft Oberhöflein mit der Gülte Sitz Freyenthurm zu Theras umfasste zuletzt die Ortsobrigkeit über Oberhöflein, Hessendorf, Trautmannsdorf, Dallein und Purgstall. Der Sitz der Verwaltung befand sich im Schloss Oberhöflein.

## Geschichte
Der letzte Inhaber der Familienfideikommissherrschaft war Gustav Ferdinand Daniel Ritter von Suttner (1826–1900), der auch im Viertel unter dem Manhartsberg begütert war und auf seinen Gütern zahlreiche landwirtschaftliche Innovationen einführte. Die Herrschaft wurde nach den Reformen 1848/1849 aufgelöst.